# Retribution (film 1913 Wilson)
Retribution è un cortometraggio muto del 1913 diretto da Frank Wilson.

## Trama
La polizia, dopo aver inseguito dei rapinatori, appicca il fuoco al loro nascondiglio.

## Produzione
Il film fu prodotto dalla Hepworth.

## Distribuzione
Distribuito dalla Hepworth, il film - un cortometraggio in una bobina - uscì nelle sale cinematografiche britanniche nell'ottobre 1913.
Si conoscono pochi dati del film che, prodotto dalla Hepworth, fu distrutto nel 1924 dallo stesso produttore, Cecil M. Hepworth. Fallito, in gravissime difficoltà finanziarie, il produttore pensò in questo modo di poter almeno recuperare il nitrato d'argento della pellicola.